# Shera Danese
Shera Lynn Danese (* 9. Oktober 1949 in Hartsdale, New York) ist eine US-amerikanische Filmschauspielerin.
Shera Danese war von 1977 bis zu dessen Tod 2011 mit Peter Falk verheiratet, den sie beim Dreh der Columbo-Folge Mord im Bistro kennengelernt hatte und neben dem sie in insgesamt sechs Columbo-Fernsehfilmen spielte. Außerdem trat sie in der Rolle von Rhonda Apple in der preisgekrönten Komödie Checking Out – Alles nach meinen Regeln (2005) an seiner Seite auf. In der Komödie Lockere Geschäfte war sie 1983 als Prostituierte Vicki neben Tom Cruise zu sehen.

## Filmografie (Auswahl)
- 1976–1977: Herzbube mit zwei Damen (Three’s Company, Fernsehserie, 2 Folgen)
- 1976: Columbo: Mord im Bistro (Fade in to Murder, Fernsehreihe)
- 1976–1977: Serpico (Fernsehserie, 2 Folgen)
- 1977: Kojak – Einsatz in Manhattan (Kojak, Fernsehserie, Folge Der Anwalt)
- 1977: New York, New York
- 1977: Baretta (Fernsehserie, Folge Fotos, die fast alles offenbaren)
- 1977–1978: Starsky & Hutch (Fernsehserie, 2 Folgen)
- 1978: Columbo: Mord à la Carte (Murder Under Glass)
- 1978: Fame
- 1978–1979: Eine amerikanische Familie (Fernsehserie, 2 Folgen)
- 1979: Drei Engel für Charlie (Charlie’s Angels, Fernsehserie, Folge Die Disco-Engel)
- 1979: Hart aber herzlich (Hart to Hart, Fernsehserie, Folge Tödliche Verwandtschaft)
- 1983: Lockere Geschäfte (Risky Business)
- 1983: Ace Crawford, Private Eye (Fernsehserie, 5 Folgen)
- 1987: Baby Boom – Eine schöne Bescherung (Baby Boom)
- 1989: Columbo: Selbstbildnis eines Mörders (Murder, a Self Portrait)
- 1991: Columbo: Tödliche Liebe (Columbo and the Murder of a Rock Star)
- 1992: Hilfe, Mami dreht durch! (Unbecoming Age)
- 1994: Columbo: Zwei Leichen und Columbo in der Lederjacke (Undercover)
- 1997: Columbo: Keine Spur ist sicher (A Trace of Murder)
- 2000: Enemies of Laughter
- 2002: John Q – Verzweifelte Wut (John Q)
- 2005: Checking Out – Alles nach meinen Regeln (Checking Out)
- 2006: Alpha Dog – Tödliche Freundschaften (Alpha Dog)
- 2010: Cold Case – Kein Opfer ist je vergessen (Cold Case, Fernsehserie, Folge Bunny)